# Оргоништа, Ольга
О́льга О́ргоништа (венг. Orgonista Olga; 22 февраля 1901 года, Будапешт, Австро-Венгрия — 20 ноября 1978 года, Будапешт, Венгрия) — венгерская фигуристка, выступавшая в парном разряде. В паре с Шандором Салаи она — двукратная чемпионка Европы, призёр чемпионатов мира и трёхкратная чемпионка Венгрии. На зимних Олимпийских играх 1932 года пара оказалась в шаге от пьедестала.

## Результаты выступлений
| Соревнования       | 1928 | 1929 | 1930 | 1931 | 1932 |
| ------------------ | ---- | ---- | ---- | ---- | ---- |
| Олимпийские игры   |      |      |      |      | 4    |
| Чемпионаты мира    |      | 3    |      | 2    | 4    |
| Чемпионаты Европы  |      |      | 1    | 1    |      |
| Чемпионаты Венгрии | 1    | 1    | 1    |      |      |